# ノヴァーラ・ディ・シチーリア
ノヴァーラ・ディ・シチーリア（イタリア語: Novara di Sicilia）は、イタリア共和国シチリア州メッシーナ県にある、人口約1,300人の基礎自治体（コムーネ）。

## 地理

### 位置・広がり
メッシーナ県のコムーネ。県都メッシーナから西南西へ42kmの距離にある。

#### 隣接コムーネ
隣接するコムーネは以下の通り。
- フォンダケッリ＝ファンティーナ
- フランカヴィッラ・ディ・シチーリア
- マッツァッラ・サンタンドレーア
- ロディ・ミーリチ
- トリーピ

## 行政

### 分離集落
ノヴァーラ・ディ・シチーリアには、以下の分離集落（フラツィオーネ）がある。
- San Basilio, San Marco, Vallancazza, Piano Vigna, Badia Vecchia, Santa Barbara, Scellia

## 文化・観光
「イタリアの最も美しい村」クラブ加盟コムーネである。

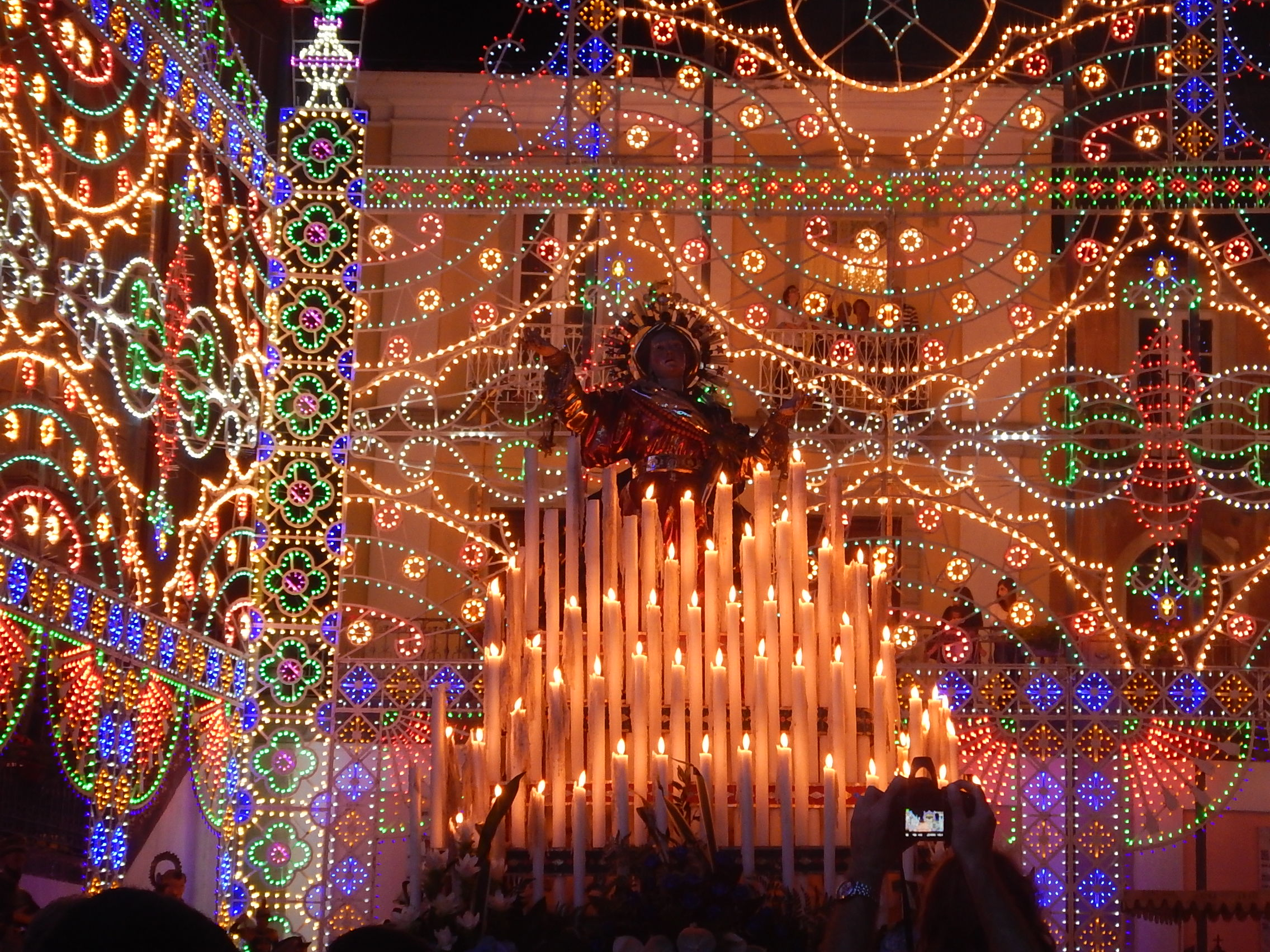
聖母の被昇天の祭り、8月